# Syndroom van Wolf-Hirschhorn
Het syndroom van Wolf-Hirschhorn (WHS) of chromosoom-4Pmin-syndroom is een zeldzame erfelijke ontwikkelingsstoornis waarbij een stukje van de korte arm van chromosoom 4 ontbreekt (4p16 deletie). Dit kan zich, per patiënt verschillend, uiten in voedingsproblemen, een laag gewicht bij de geboorte, een groeiachterstand, spierslapte, schisis, aandoeningen aan het hart, epilepsie, een tekort aan afweerstoffen en achterlopen in de motorische en verstandelijke ontwikkeling.

## Uiterlijke kenmerken
- Klein hoofd met kenmerkende gelaatskenmerken:
  - afstand tussen beide ogen is vergroot (hypertelorisme)
  - afstaande laagstaande oren
  - brede neus, direct overgaand in voorhoofd: (Greek warrior helmet)
  - nauwe gehoorgangen
  - afwezige spraakontwikkeling

Mogelijk ook:
- heupafwijkingen (heupdysplasie)
- middenrifbreukje (hernia diaphragmatica)
- kleine nieren (nierhypoplasie)
- niet ingedaalde zaadballen en afwijkende uitvloedopening urine in de penis (bij jongens)
- onderontwikkelde inwendige geslachtsorganen (bij meisjes)

## Levensloop
Het syndroom van Wolf-Hirschhorn komt voor bij 1 op de 50.000 pasgeboren kinderen en is ongeneeslijk. Het komt twee keer zo vaak voor bij meisjes als bij jongens. Operaties aan de schisis en hartaandoeningen, fysiotherapie, een diëtist en medicijnen kunnen ingezet worden ter symptoombestrijding. De levensverwachting van kinderen met het syndroom van Wolf-Hirschhorn is onbekend. Er zijn gevallen bekend van levende patiënten van in de dertig.
Het syndroom van Wolf-Hirschhorn is vernoemd naar de Duitser U. Wolf en de Amerikaan Kurt Hirschhorn, die de 4p-chromosoomafwijking onafhankelijk van elkaar ontdekten.